# Conus sugillatus
Espèce
Conus sugillatus est une espèce de mollusques gastéropodes marins de la famille des Conidae.
Comme toutes les espèces du genre Conus, ces escargots sont prédateurs et venimeux. Ils sont capables de « piquer » les humains et doivent donc être manipulés avec précaution, voire pas du tout.

## Distribution
Cette espèce est présente dans le bassin des Mascareignes. 

## Taxonomie

### Publication originale
L'espèce Conus sugillatus a été décrite pour la première fois en 1844 par l'éditeur et naturaliste britannique Lovell Augustus Reeve (1814-1865),.

### Synonymes
- Conus (Lividoconus) sugillatus Reeve, 1844 · appellation alternative
- Lividoconus sugillatus (Reeve, 1844) · non accepté